# 馬里奧·莫尼切利
馬里奧·莫尼切利（Mario Monicelli，1915年5月16日—2010年11月29日）著名導演與劇作家，被認為是義大利喜劇風格（Commedia all'italiana）的代表人物。

## 生平
1915年生於義大利托斯卡納維亞雷焦，1990年獲得威尼斯影展金獅獎終身成就獎。
2010年11月29日，長期為前列腺癌所苦，莫尼切利在羅馬的醫院跳樓自殺，享年95歲。